# 鬼押出し園

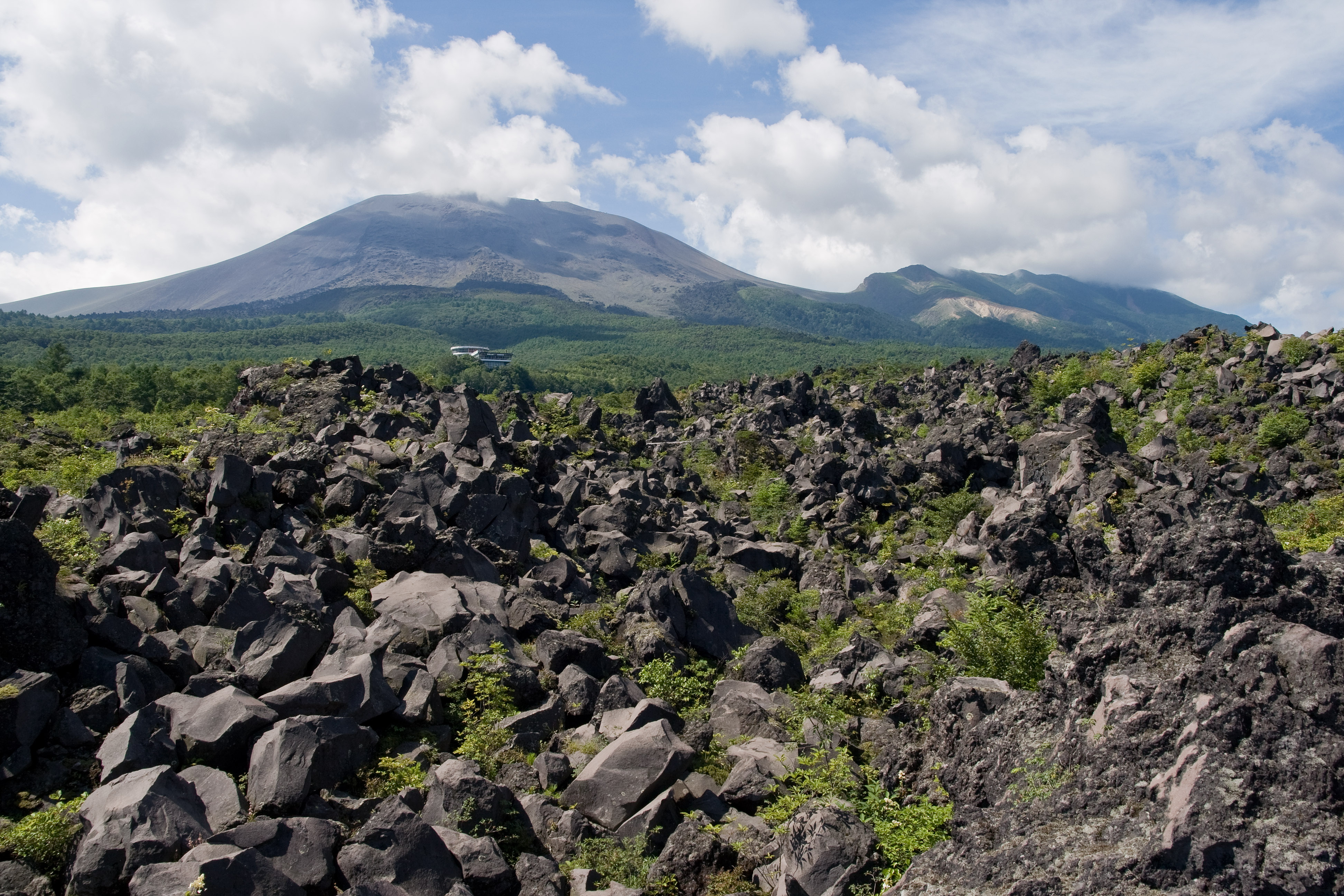
浅間山と鬼押出し

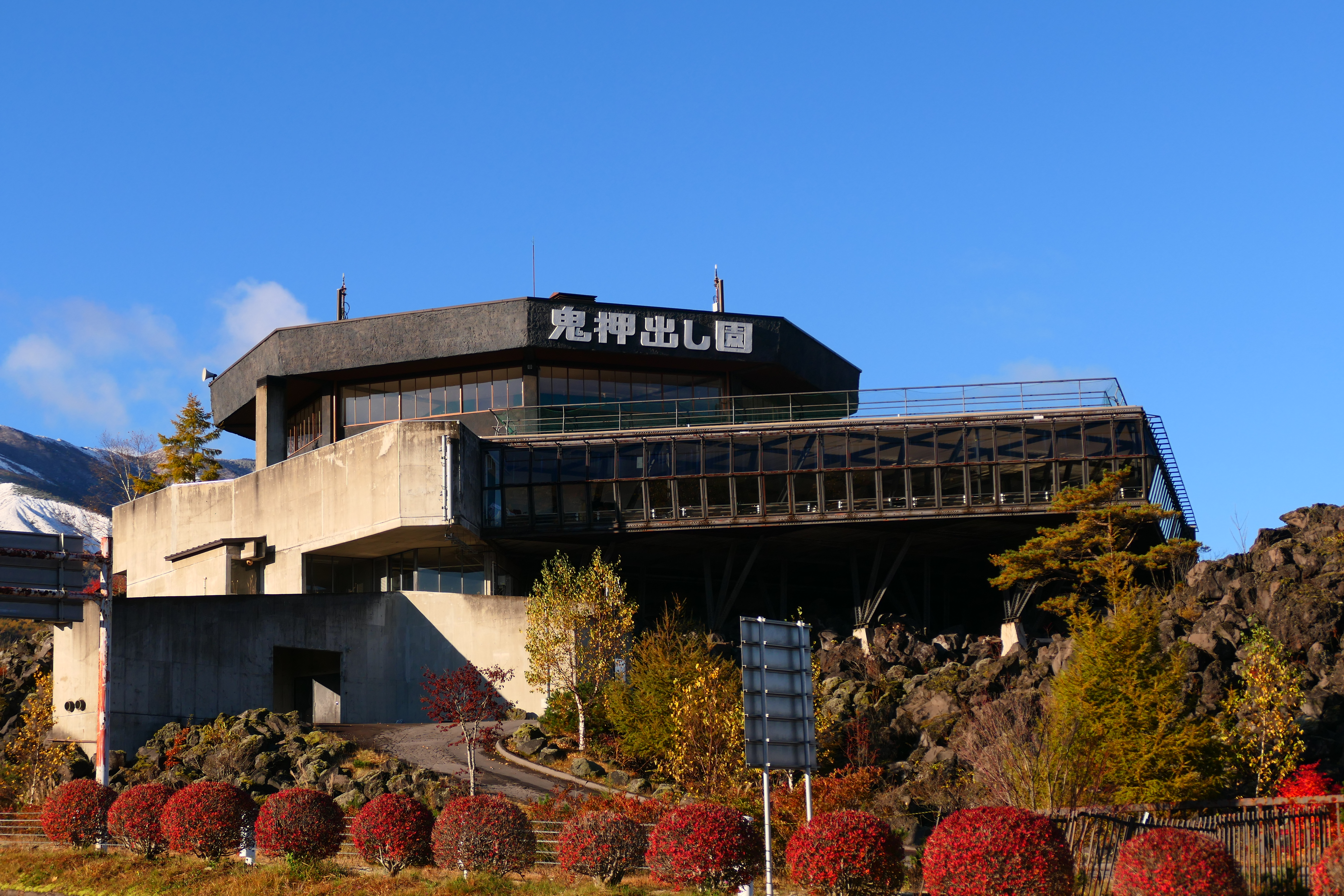
鬼押出し園の展望レストラン外観

鬼押出し園（おにおしだしえん）は、群馬県吾妻郡嬬恋村鎌原にある観光施設である。1783年（天明3年）に起きた浅間山の天明大噴火による溶岩流が冷え固まってできた景勝地を有料で公開している。経営母体はプリンスホテルズ＆リゾーツ。
園内には東京上野の寛永寺の別院である浅間山観音堂が設置されている。これは浅間山噴火の犠牲者を弔う目的で勧請され、1958年5月に建立された。

## 沿革
西武グループの母体となった箱根土地（のち「国土開発」を経て「コクド」）創業者の堤康次郎が1919年にこの一帯を訪れ、既にリゾート地として知られていた軽井沢に比較的近い立地を活かして観光開発の対象とすることを目論んだ（この地域はのち「北軽井沢」の名で知られるようになる）。箱根土地傘下の沓掛遊園地株式会社は1920年、鬼押出し六里ヶ原の国有地80万坪の払下げを受け、翌年から道路整備を進め、1928年にはバス運行を開始するなどの観光開発を推進した。1935年には園地内の遊歩道整備と、木造3層展望台の「岩窟ホール」建設が行われている（ホールは1961年焼失、1970年に池原義郎設計により鉄筋コンクリートで再建）。1951年7月1日、現行の「鬼押出し園」として営業を開始した。
太平洋戦争後も西武グループによる観光開発が継続されたが、1950年代、各地の観光開発で西武と対立してきた東急グループが北軽井沢地域にも進出。鬼押出しの一部で、国土開発の「鬼押出し園」南側にある長野原町有地を開発して「鬼押出し・浅間園」を1963年に開設。以後2015年現在まで競合する同種の自然公園施設二つが並立する状態になっている。鬼押出し園は、隣接する浅間園について一般には言及せず、公式には特段の案内も行っていない。これは浅間園の側も同様である。
また、2つの「鬼押出し」を同一の施設として旅行者が誤認する恐れがあるため1990年代までの時刻表には「鬼押出し園と鬼押出し・浅間園は全く別の場所にある為乗り換えできない」との注意書きがなされていた。

## 鬼押出しの溶岩

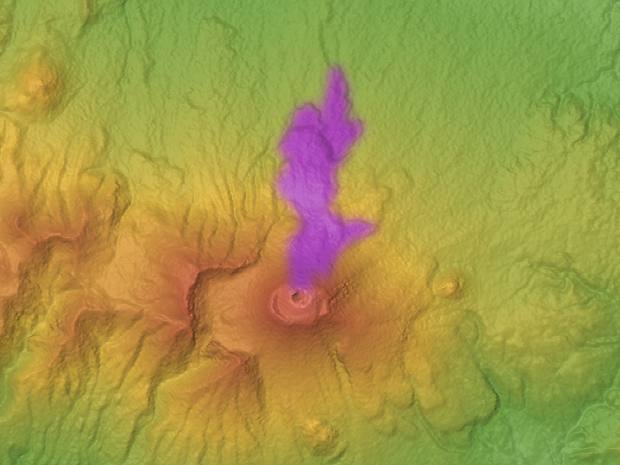
鬼押出し溶岩流の範囲

鬼押出しは、1783年8月5日（天明3年7月8日）に起きた浅間山の天明大噴火の際に噴出した溶岩流（lava flow）が凝固したものである（長さ5km・幅1〜2km・厚さ約30m）。噴火の際に鬼が暴れて岩を押し出したように見えたといわれることからこの名で呼ばれる。英語でも「Onioshidashi lava flow」と表記される。
鬼押出しの溶岩は、普通の溶岩と考えられてきたが、火砕物が火口周囲に堆積し、熔解して凝固しながら流出した特殊な溶岩であった。天明浅間山噴火も普通の噴火のように、軽石の噴出、火砕流、最後に静かに溶岩が流出したと考えられてきた。しかし鬼押出しの溶岩には、普通の溶岩に少ない、鉱物の結晶が破砕されたもの、山を構成する岩石の断片、酸化した火砕物を多く含むことは、金沢大学や日本大学のグループが独立に指摘してきた。これらの特徴は、爆発的に噴き上げられた火砕物が積もり、急傾斜のために流れたとすると説明がつくという。